# Gabriel Knight

Gabriel Knight 2: The Beast Within

Gabriel Knight è una serie di avventure grafiche sviluppata dalla software house Sierra Entertainment negli anni novanta. La serie consiste attualmente di tre giochi. La trilogia è una creatura della scrittrice Jane Jensen, che si è formata nel campo del game-designing contribuendo con Roberta Williams allo sviluppo di King's Quest VI, sempre per Sierra Entertainment.

## Giochi
Tutti e tre i giochi sono incentrati sulle avventure di Gabriel Knight, scrittore di New Orleans divenuto Schattenjäger (cacciatore d'ombre); il secondo e il terzo episodio della serie seguono anche le avventure di Grace Nakimura, già assistente di Gabriel nella sua libreria, St. George's Books, a New Orleans. Gabriel, nel campo dei videogiochi, è un personaggio notevole per la sua complessità e per l'enfasi posta sulla maturazione del personaggio (la relazione tra Gabriel e Grace, ad esempio, costituisce una sottotrama importante nell'economia della serie).
I tre titoli sono:
- Gabriel Knight: Sins of the Fathers (1993)
- Gabriel Knight 2: The Beast Within (1995)
- Gabriel Knight 3: Il mistero di Rennes-le-Château (1999)

Ogni gioco della trilogia è suddiviso in episodi, chiamati rispettivamente "giorni", "capitoli" e "blocchi temporali".
Ogni episodio prevede una serie di azioni da compiere, e non si chiude finché questa non viene completata, ottenendo come risultato la garanzia della risoluzione delle dipendenze lineari delle azioni.
Dei tre giochi che compongono la serie, solo due sono stati tradotti in italiano: The Beast Within, il secondo (che ha mantenuto invariato il titolo), e Gabriel Knight 3: Blood of the Sacred, Blood of the Damned, il terzo, venduto in Italia come Gabriel Knight 3: Il mistero di Rennes-le-Château, Il mistero macchiato di sangue. Il primo, Sins of the Fathers, è stato pubblicato invece solamente in lingua inglese, questo fino all'uscita della 20th Anniversary Edition, il 15 ottobre del 2014, che presenta i menù e i sottotitoli localizzati in italiano.
La musica nella serie è composta da Robert Holmes (tra l'altro marito di Jane Jensen) e David Henry.

## Il futuro della serie
Non sembra probabile una futura continuazione della serie in quanto la Sierra è stata assorbita dapprima dalla Vivendi Games che poi si è fusa con Activision diventando Activision Blizzard, che non pare interessata a utilizzare i diritti per Gabriel Knight. 
La sviluppatrice Jane Jensen si è lasciata sentire in più di un'occasione asserendo di aver pianificato la serie perché fosse continuata in almeno un quarto ed un quinto episodio. La sua disponibilità si è finora sempre scontrata con la riluttanza di Vivendi, nonostante le raccolte di firme organizzate a suo favore dai fan.

## Opere derivate
Sins of the Fathers e The Beast Within sono anche i titoli delle trasposizioni letterarie dei primi due giochi scritte anch'esse da Jane Jensen.